# Siểng
Siểng (1913 – 1946), hay Điểu Xiểng, là một nhà cách mạng Việt Nam, Đại biểu Quốc hội Việt Nam khóa I.

## Cuộc đời
Điểu Xiểng quê ở ấp Võ Dõng, xã Gia Kiệm, huyện Thống Nhất, tỉnh Đồng Nai ngày nay, xưa là tỉnh Biên Hòa. Tư liệu Quốc hội ghi rằng ông là người Khmer, nhưng các tài liệu khác đều thống nhất ghi rằng ông là người Chơ Ro. Tháng 2 năm 1937, ông gia nhập Đảng Cộng sản Đông Dương, là một trong bốn Đảng viên người Chơ Ro trong chi bộ Bàu Trâm (Xuân Lộc).
Năm 1945, ông tham gia chỉ đạo khởi nghĩa ở quận Xuân Lộc, thành lập đội quân người Chơ Ro gồm hơn 30 người sử dụng tên ná tẩm độc. Khi quân Pháp trở lại xâm lược, ông tham gia chiến đấu ở mặt trận cầu Thị Nghè – ngã tư Hàng Xanh (Sài Gòn). Mặt trận Sài Gòn bị vỡ, ông rút lực lượng về Xuân Lộc. Ủy ban kháng chiến làng Võ Dõng được thành lập, gồm Chủ tịch Điểu Xiểng, Phó Chủ tịch Điểu Nhông, Ủy viên phụ trách phụ nữ Điểu Thị Thiên, Ủy viên phụ trách thanh niên Điểu Hùng,..
Ngày 6 tháng 1 năm 1946, ông trúng cử Đại biểu Quốc hội. Trên đường ra Hà Nội tham dự kỳ họp Quốc hội, ông bị lọt vào ổ phục kích của quân Pháp và bắt giữ. Sau nhiều lần dụ hàng thất bại, ông bị quân Pháp cột vào sau xe, kéo lê đến chết. Tư liệu Quốc hội ghi ông tử nạn vào năm 1947.

## Vinh danh
Tên của ông được đặt cho một trường dân tộc nội trú ở huyện Xuân Lộc và một con đường ở thành phố Biên Hòa (tên là Điểu Xiển). Ngoài ra, tên ông còn được đặt cho một quỹ học bổng dành tặng cho các học sinh nghèo người thiểu số.